# Dehnungsstopfbuchse
Eine Dehnungsstopfbuchse ist eine bewegliche Rohrverbindung, die im Betrieb Bewegungen der Rohre aufnimmt und ausgleicht. Im Gegensatz zu anderen Kompensatoren, die in der Regel aus einem Stück bestehen, ist hier ein bewegliches Rohrstück in zwei Rohrenden eingepasst. Die einzelnen Enden sind mit Stopfbuchsen abgedichtet. Mit der Dehnungsstopfbuchse können nur Bewegungen längs der Rohrrichtung ausgeglichen werden.
Die Dehnungsstopfbuchse eignet sich daher zum Einbau in große Wärmeübertrager mit hohen Temperaturdifferenzen sowie in bewegliche Rohrschotts oder Rohrdurchführungen.